# Sericosura bifurcata
Sericosura bifurcata är en havsspindelart som beskrevs av Stock, J.H. 1991. Sericosura bifurcata ingår i släktet Sericosura och familjen Ammotheidae. Inga underarter finns listade i Catalogue of Life.